# Ernestina Sucre
Ernestina Sucre Tapia (Aguadulce, 24 de noviembre de 1892 - Ciudad de Panamá, 2 de julio de 1982) fue una educadora y poetisa panameña, reconocida por ser la creadora del Juramento a la Bandera de Panamá y cofundadora de las agrupaciones cívicas las Muchachas Guías y los Scouts, para jóvenes panameños.

## Biografía
Hija de José Ángel Sucre, era la novena hija de diez hermanos, y vivió gran parte de su vida en una casa en la calle Espíritu Santos Tapia en Aguadulce. Realizó estudios primarios en su pueblo natal y luego asistió a la Escuela Normal de Institutoras, donde obtuvo el título de Maestra de Enseñanza Primaria en 1913, obteniendo el primer puesto de honor.
Viajó a Francia y Estados Unidos, donde se especializó en Educación Física. A su regreso a Panamá se desempeñó como docente en escuela Normal de Institutoras, escuela Profesional Isabel Herrera Obaldía, Instituto Nacional, Colegio de Señoritas San José y en la Escuela de Enfermería. Además, llegó a ocupar cargos como directora y subdirectora del Departamento de Educación Física en el Ministerio de Educación.

## Juramento a la bandera
Ernestina Sucre crea el Juramento a la Bandera y lo presentó ante el presidente de la República Ernesto de la Guardia Jr en 1959, quien lo remitió a la Asamblea Nacional, donde fue adoptado mediante la Ley 24 del 31 de enero de 1959.
De igual manera, el Órgano Ejecutivo hizo obligatorio que este juramento se recitara en todos los planteles oficiales y particulares del país, tanto el primer día de clases de cada semana, antes del canto del himno nacional. 
Desde 1959, el Consejo Municipal de Panamá convocó a Ernestina Sucre para que dirigiera el juramento durante el día de la bandera, celebrado el 4 de noviembre, labora que cumplió hasta 1978. 
En 2011, en homenaje póstumo llevado a cabo en Aguadulce, sus familiares entregaron el documento original del Juramento a la Bandera con la firma de Ernestina Sucre, con el fin de se exhiba de manera permanente en el Museo Regional Stella Sierra.

## Reconocimientos
- En 1930 recibió un reconocimiento público en la Escuela Profesional Isabel Herrera de Obaldía.[5]
- Orden Vasco Núñez de Balboa, en el grado de comendador[3]
- Declarada "Hija meritoria" por el Municipio de Aguadulce

## Otras actividades
- Fue Directora de la primaria Colonia Infantil del Club de Leones de Panamá.[5]
- Miembro fundadora de la asociación de muchachas guías de Panamá.[5]